# Mormonismo y poligamia

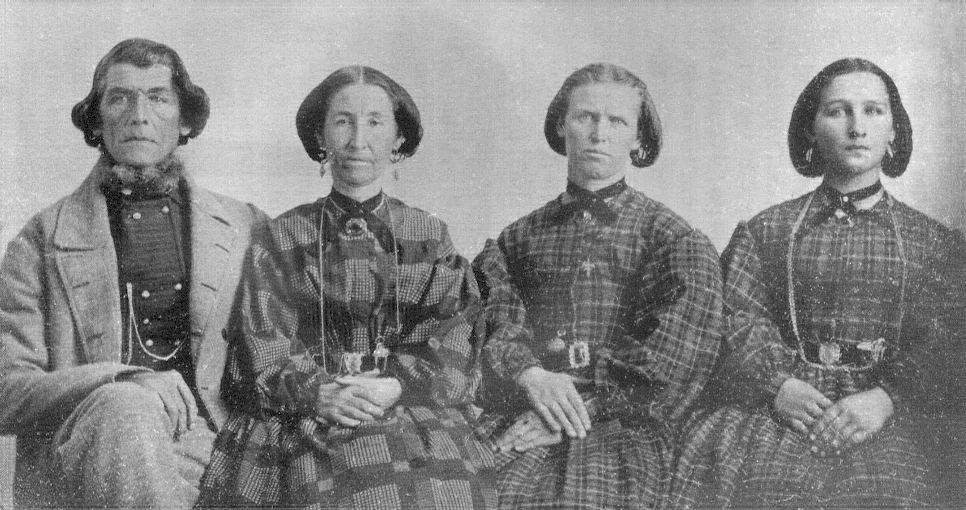
Ira Eldredge con sus tres mujeres

La poligamia (llamada por los mormones matrimonio plural en el siglo XIX o El Principio por los  practicantes de la poligamia) fue enseñada por los líderes del Movimiento de los Santos de los Últimos Días hasta a mediados del siglo XIX, y practicada públicamente de 1852 a 1890 por familias minoritarias (entre el 20% y 30%).

## Comienzos
José Smith recibió en 1830, una revelación divina del principio doctrinal de la poligamia, pero no lo puso en practica hasta mucho tiempo después, pues sabía que aplicar esta forma de matrimonio plural no iba a ser aceptada con el debido entendimiento en el común colectivo, si bien era para Smith un mandato divino, solo hizo conocida esta revelación a miembros selectos de reconocida espiritualidad para ponerla en practica. Es un hecho reconocido que su propia esposa, Emma Smith no aceptaba esta doctrina. La práctica pública de la poligamia por la iglesia se anunció y defendió en 1852 por uno del Concilio de los Doce Apóstoles, el Elder Orson Pratt, por solicitud del entonces Presidente de la iglesia Brigham Young.
La práctica de la poligamia de la Iglesia ha sido controvertida entre ambas: la sociedad occidental y la misma iglesia; de hecho atrajo graves conflictos con el gobierno federal desencadenando una agresiva Guerra de Utah en 1857. 
Estados Unidos estuvo fascinado y horrorizado a la vez por la práctica de la poligamia ya que la asociaba erróneamente  a una especie de libertinaje sexual sin entender los principios religiosos que la fundamentaban.
La plataforma republicana mencionó en una ocasión referenciada como "las reliquias de la barbarie - poligamia y la esclavitud." La práctica confidencial de la poligamia fue instituida en la década de 1830 por el fundador Joseph Smith. 
Por más de 40 años, la iglesia y los Estados Unidos estaban en desacuerdo sobre la cuestión: la iglesia defendió la práctica como una cuestión de libertad religiosa, mientras el gobierno federal buscó agresivamente erradicarla, en consonancia con la opinión pública predominante. La poligamia probablemente fue un factor de importancia en la guerra de Utah de 1857 y 1858 que le dio a los republicanos la oportunidad de acusar al Presidente James Buchanan de falsedad por su postura débil en su oposición a ambas cosas: la poligamia y la esclavitud. En 1862, El Congreso de Estados Unidos aprobó la Ley Morrill, que prohibió el matrimonio plural en los territorios (incluyendo a Utah) y desincorporó a la iglesia. A pesar de la existencia de esa ley, los mormones continuaron practicando la poligamia, creyendo que estaban protegidos por la Primera Enmienda. En 1879, en el juicio Reynolds contra Estados Unidos, la Corte Suprema de los Estados Unidos confirma la Ley Morrill, estableciendo que: "Las leyes están hechas para el gobierno de las acciones, y mientras ellas no puedan interferir con las creencias puramente religiosas y la opinión, ellas podrían continuar con las prácticas".

## Continuación entre los mormones fundamentalistas
En 1890, el presidente de la iglesia Wilford Woodruff emitió un manifiesto que terminó oficialmente con la práctica de la poligamia. Aunque este manifiesto no disolvió los matrimonios plurales existentes, las relaciones con los Estados Unidos mejoraron considerablemente después de 1890, ya que Utah se admitió como un Estado de EE. UU. Después del manifiesto, algunos mormones continuaron induciendo a matrimonios polígamos, pero esos se detuvieron finalmente en  1904 cuando el presidente de la iglesia Joseph F. Smith rechazó la poligamia antes que el Congreso y emitió un segundo manifiesto pidiendo que cesaran todos los matrimonios plurales en la iglesia. Varios grupos pequeños de fundamentalistas que separaron de la iglesia intentaron continuar con la práctica, incluyendo a los Apostolic United Brethren y la Iglesia Fundamentalista de Jesucristo de los Santos de los Últimos Días. Mientras tanto la iglesia adoptó una política de excomunión a los miembros encontrados practicando la poligamia, y actualmente buscan activamente distanciarse a grupos fundamentalistas que continúan con la práctica. En este sitio web, la iglesia dijo que “la doctrina estándar de la iglesia es la monogamia" y aquella poligamia fue una excepción temporal de la regla.

## Origen
Muchos de los primeros conversos a la religión como Brigham Young, Orson Pratt y Lyman Johnson, registraron que Joseph Smith enseñaba el matrimonio plural en privado ya en 1831 o 1832. Pratt informó que Smith le dijo a algunos de sus primeros miembros en 1831 y 1832 que el matrimonio plural era un principio verdadero, pero el tiempo para practicarlo aún no había llegado. Johnson también afirmó haber escuchado la doctrina de Smith en 1831. Mosiah Hancock informó que a su padre le enseñaron sobre el matrimonio plural en la primavera de 1832.
Las versiones de 1835 y 1844 de Doctrina y convenios de la iglesia prohibieron la poligamia y declararon que la monogamia era la única forma aceptable de matrimonio:

En la medida en que a esta iglesia de Cristo se le ha reprochado el crimen de la fornicación y la poligamia, declaramos que creemos que un hombre debe tener una sola esposa; y una mujer, pero un esposo, excepto en el caso de la muerte, cuando cualquiera está en libertad de casarse nuevamente.

William Clayton, el escriba de Smith, registró los primeros matrimonios polígamos en 1843, incluidos los sindicatos entre Smith y Eliza Partridge, Emily Partridge, Sarah Ann Whitney, Helen Kimball y Flora Woodworth. Clayton relata: "El 1 de mayo de 1843 oficié en la oficina de un Anciano al casar a Lucy Walker con el profeta Joseph Smith, en su propia residencia. Durante este período, el profeta Joseph tomó otras esposas. Recuerdo muy bien a Eliza Partridge, Emily Partridge, Sarah Ann Whitney, Helen Kimball y Flora Woodworth. Todas estas personas, sus legítimas esposas, de acuerdo con la orden celestial. Su esposa Emma conocía el hecho de que algunas, si no todas, de estas son sus esposas, y generalmente las trataba muy amablemente".
Ya en 1832, los misioneros mormones trabajaron con éxito para convertir a los seguidores en Maine y seguir al líder religioso polígamo Jacob Cochran, quien se escondió en 1830 para escapar del encarcelamiento debido a su práctica de la poligamia.

## Matrimonios plurales de los primeros líderes de la iglesia

### Joseph Smith
La revelación de la poligamia de 1843, publicada póstumamente, aconsejó a Emma, la esposa de Smith, que aceptara a todas las esposas plurales de Smith, y advierte de la destrucción si no se observa el nuevo pacto. Emma Smith se oponía pública y privadamente a la práctica y Joseph pudo haberse casado con algunas mujeres sin que Emma lo supiera de antemano. Emma negó públicamente que su esposo hubiera predicado o practicado la poligamia, lo que más tarde se convirtió en una diferencia determinante entre la Iglesia de Jesucristo de los Santos de los Últimos Días bajo Brigham Young y la Iglesia Reorganizada de Jesucristo de los Santos de los Últimos Días (Iglesia RLDS, ahora conocida como la Comunidad de Cristo), dirigida por Joseph Smith III. Emma Smith permaneció afiliada a la Iglesia RLDS hasta su muerte a los 74 años. Emma Smith afirmó que la primera vez que se enteró de la revelación de la poligamia en 1843 fue cuando leyó sobre ella en la publicación de Orson Pratt The Seer (1853).
Varios "matrimonios" de Smith ocurrieron después de su muerte, con la esposa sellada a Smith a través de un apoderado que lo reemplazó. Un historiador, Todd M. Compton, documentó al menos 33 matrimonios plurales o sellamientos durante la vida de Smith. Richard Lloyd Anderson y Scott H. Faulring presentaron una lista de 29 esposas de Joseph Smith.
No está claro con cuántas de las esposas Smith tuvo relaciones sexuales. Muchos relatos contemporáneos de la época de Smith indican que tuvo relaciones sexuales con varias de sus esposas.

### Otros matrimonios plurales
El presidente Brigham Young de la Iglesia de Jesucristo de los Santos de los Últimos Días tenía 51 esposas y 56 hijos de 16 de esposas, y el apóstol Heber C. Kimball tenía 43 esposas y 65 hijos de 17 de ellas.